# نورت نیوهاید پارک (نیویورک)
نورت نیوهاید پارک (به انگلیسی: North New Hyde Park) یک منطقهٔ مسکونی در ایالات متحده آمریکا است که در شهرستان نساو، نیویورک واقع شده‌است. نورت نیوهاید پارک ۵٫۱ کیلومتر مربع مساحت و ۱۴٬۸۹۹ نفر جمعیت دارد و ۳۵ متر بالاتر از سطح دریا واقع شده‌است.